# Vermilion (Alberta)
Vermilion é uma cidade da região central da província de Alberta no Canadá.